# Comloșu Mare (sit SCI)
Comloșu Mare este o arie protejată (sit de importanță comunitară — SCI) din România, desemnată în scopul protejării biodiversității și menținerii într-o stare de conservare favorabilă a florei spontane și faunei sălbatice, precum și a habitatelor naturale de interes comunitar aflate în arealul zonei de protecție. Aceasta se întinde pe o suprafață de 2.622,3 ha, integral pe uscat.

## Localizare
Situl Comloșu Mare se întinde pe teritoriul administrativ al comunei omonime din județul Timiș. Centrul acestuia este situat la coordonatele 45°51′57″N 20°38′28″E / 45.865836°N 20.641031°E.

## Înființare
Comloșu Mare (ROSCI0287) a fost declarat sit de importanță comunitară în septembrie 2011 pentru a proteja două specii din fauna sălbatică a României.

## Biodiversitate
Situată în ecoregiunea panonică a Câmpiei de Vest, aria protejată nu conține habitate naturale.
La baza desemnării sitului se află două specii de animale ocrotite la nivel european prin Directiva C.E. 92/43/CE (anexa I-a) din 21 mai 1992 (privind conservarea habitatelor naturale și a speciilor de faună și floră sălbatică) și aflate pe lista roșie a IUCN; astfel: dihorul de stepă (Mustela eversmanii) și popândăul european (Spermophilus citellus), un mamifer din familia Sciuridae.